# 鈴木泰治
鈴木 泰治（すずき たいじ、1919年（大正8年）7月14日 - 2015年（平成27年）4月15日）は、昭和から平成時代の政治家。埼玉県八潮市長。

## 経歴
埼玉県出身。1937年（昭和12年)、埼玉県立粕壁中学校(現在の埼玉県立春日部高等学校)を卒業する。1947年（昭和22年）南埼玉郡八条村収入役、1956年（昭和31年）合併により八潮村収入役となり、1964年（昭和39年）町制、1972年（昭和47年）市制施行後も連続7期務める。同年助役を経て、1973年（昭和48年）八潮市長に当選し、4期務めた。

## 栄典
勲章等
- 1977年（昭和52年） - 藍綬褒章[2]
- 1990年（平成2年） - 勲四等瑞宝章[2]